# Pappo's Blues (álbum)
Pappo's Blues (también conocido como Pappo's Blues Volumen 1), es el álbum debut del grupo de  Rock-Blues argentino Pappo's Blues, lanzado en septiembre de 1971 por el sello Music Hall.

## Detalles
Pappo's Blues fue grabado en los Estudios Phonal de Buenos Aires entre diciembre de 1970 y enero de 1971, y fue producido por los creadores de la discográfica Mandioca: Jorge Álvarez y Pedro Pujó, para lanzar la carrera solista de Pappo tras su paso por Los Gatos.
El LP marca el debut de David Lebón (conocido como "Davies" por entonces) en bajo y Black Amaya en batería, acompañando a Pappo, mientras que el mánager de grabación fue Billy Bond.
La foto de tapa lo muestra a Pappo junto a un niño en una plantación de choclos, en la quinta de Nélida Lobato, en dónde ensayaban Los Gatos. 
Aunque la grabación es stereo, la edición original en vinilo de Music Hall era monoaural. 
El disco se editó por primera vez en CD en 1995. Fue relanzado en vinilo de 180 gr. en 2016 por el hijo de Pappo Luciano Napolitano, quien posee los derechos de Pappo's Blues.
Este disco debut reúne clásicos de la carrera de Pappo, como «Algo ha cambiado», «El hombre suburbano», y «Adónde está la libertad». Este álbum junto al primer álbum de Manal tuvo una capital importancia en la incorporación del blues al rock argentino.

## Lista de canciones
Música y letras escritas por Pappo.
Lado 1
| N.º | Título                       | Letras | Música | Duración |  |
| 1.  | «Algo ha cambiado»           |        |        | 4:25     |  |
| 2.  | «El viejo»                   |        |        | 2:43     |  |
| 3.  | «Gris y amarillo»            |        |        | 3:48     |  |
| 4.  | «Hansen»                     |        |        | 4:40     |  |
| 5.  | «Adiós Willy» (instrumental) |        |        | 1:40     |  |

Lado 2
| N.º | Título                    | Duración |  |
| 6.  | «El hombre suburbano»     | 2:20     |  |
| 7.  | «Especies»                | 4:30     |  |
| 8.  | «Adónde está la libertad» | 9:00     |  |

## Músicos
- Pappo: Voz, guitarra eléctrica y piano
- David Lebón: Bajo eléctrico
- Black Amaya: Batería